# 宿鳞稠李
宿鳞稠李为蔷薇科李属的植物，是中国的特有植物。分布于中国大陆的云南、四川等地，生长于海拔2,400米至3,200米的地区，多生长在杂木林内、山谷、河谷两岸、溪边疏林中或林边荒地。